# Flygnivå 450
Flygnivå 450 är en svensk film från 1980 i regi av Torbjörn Axelman. Filmen bygger på en thriller av författaren Sandro Key-Åberg.

## Handling
Det amerikanska oljebolaget IORF har fått rättighet att pumpa upp olja utanför Sveriges kust. Göran Torstensson (Thomas Hellberg) är pilot och under ett flygfotograferingsuppdrag upptäcker han en mystisk rök som stiger ur havet nära några av IORF:s oljeplattformar. Han fotograferar röken. Men efter framkallning är bilderna med röken försvunna. Vid nästa flygning ser Göran röken igen och han tar nya bilder som han tar med sig till Centrala Flygsäkerhetsledningen. Efter en tid får han beskedet att det inte är något att bry sig om, utan helt normalt. Göran söker kontakt med journalisten Lisa Donner (Ann Zacharias) som undersöker IORF:s miljöhantering. Tillsammans kommer de fram till att det är dioxin, som tillverkas av IORF:s svenska dotterbolag. Det visar sig att IORF har mutat medlemmar i regeringen och detta leder till en politisk kris.

## Rollista
- Thomas Hellberg - Göran
- Ann Zacharias - Lisa
- Stig Schyffert - Flygvapenpilot
- Ernst-Hugo Järegård - Giron
- Håkan Serner - André
- Agneta Eckemyr - Aino
- Walter Gotell - Anchell
- Lars Amble - Exell
- Willie Andréason - chefen för oljeborrtornet
- Lillebil Ankarcrona - Anchells hustru
- Bob Asklöf - en gorilla
- Tomas Bolme - Magnell
- Stefan Ekman - Joel
- Stig Ossian Ericson - Appelgren
- Bo Holmström - tv-reportern
- Gun Jönsson - Greta
- Rune Hallberg - Veterinären
- Lars Engström - Ludvig Ulf

Filmningsdatum: sommaren-hösten 1979

## Soundtrack
- Alpha Ralpha Boulevard
- Spaceflower Dance (från Alpha Ralpha Boulevard)
- Midnattstimmen
- Dancing in a Dream  (från "Alpha Ralpha Boulevard")
- Luna Lolita (från  Discophrenia)
- Alpha Ralpha Boulevard - Overture
- Andromedian Nights (from "Discophrenia")
- Cosmic Song  (från  "Universe")
- Universe Calling (från "Universe")
- Robot Amoroso  (från "Discophrenia")
- Nattmara
- Fader vår